# Nail Umyarov
Nail Renadovich Umyarov (en russe : Наиль Ренадович Умяров), né le 27 juin 2000 à Syzran en Russie, est un footballeur russe. Il joue au poste de milieu défensif au Spartak Moscou.

## Biographie

### FK Tchertanovo Moscou
Né à Syzran en Russie, Nail Umyarov est formé au FK Tchertanovo Moscou qu'il rejoint en 2011. C'est avec ce club qu'il commence sa carrière professionnelle, où il évolue en troisième puis deuxième division russe.

### Spartak Moscou
Le 4 janvier 2019 Nail Umyarov signe en faveur du Spartak Moscou. Il joue son premier match sous ses nouvelles couleurs lors d'une rencontre de championnat face au Zénith Saint-Pétersbourg le 17 mars 2019 (1-1).
Le 3 décembre 2019, Umyarov remporte le prix First Step et est reconnu comme le meilleur débutant de la Première ligue russe à la fin de 2019.

### Carrière internationale
Nail Umyarov joue son premier match avec l'équipe de Russie espoirs le 6 septembre 2019 face à la Serbie en étant titularisé lors d'une rencontre où son équipe s'impose par un but à zéro. Le 15 novembre de la même année il inscrit son premier but avec les espoirs, lors d'une victoire de deux buts à zéro face à la Lettonie.
Il est retenu avec cette sélection pour disputer le championnat d'Europe espoirs en 2021.

## Statistiques
| Saison                | Club                  | Championnat           | Championnat | Championnat | Coupe(s) nationale(s) | Coupe(s) nationale(s) | Compétition(s) continentale(s) | Compétition(s) continentale(s) | Compétition(s) continentale(s) | Total | Total |
| Saison                | Club                  | Division              | M.          | B.          | M.                    | B.                    | Comp.                          | M.                             | B.                             | M.    | B.    |
| 2017-2018             | Tchertanovo Moscou    | D3                    | 18          | 0           | 1                     | 0                     | -                              | -                              | -                              | 19    | 0     |
| 2018-2019             | Tchertanovo Moscou    | D2                    | 20          | 2           | 1                     | 0                     | -                              | -                              | -                              | 21    | 2     |
| Sous-total            | Sous-total            | Sous-total            | 38          | 2           | 2                     | 0                     | -                              | -                              | -                              | 40    | 2     |
| 2018-2019             | Spartak Moscou        | D1                    | 5           | 0           | -                     | -                     | -                              | -                              | -                              | 5     | 0     |
| 2019-2020             | Spartak Moscou        | D1                    | 17          | 0           | 2                     | 0                     | C3                             | 2                              | 0                              | 21    | 0     |
| 2020-2021             | Spartak Moscou        | D1                    | 26          | 0           | 3                     | 0                     | -                              | -                              | -                              | 29    | 0     |
| 2021-2022             | Spartak Moscou        | D1                    | 17          | 1           | 2                     | 0                     | C1+C3                          | 2+5                            | 0                              | 26    | 1     |
| 2022-2023             | Spartak Moscou        | D1                    | 12          | 0           | 3                     | 0                     | -                              | -                              | -                              | 15    | 0     |
| Sous-total            | Sous-total            | Sous-total            | 77          | 1           | 10                    | 0                     | -                              | 9                              | 0                              | 96    | 1     |
| Total sur la carrière | Total sur la carrière | Total sur la carrière | 115         | 3           | 12                    | 0                     | -                              | 9                              | 0                              | 136   | 3     |

## Palmarès
Spartak Moscou
- Vainqueur de la Coupe de Russie en 2022.